# Temporada 1979-80 de la NBA
La temporada 1979-80 de la NBA fue la trigésimocuarta en la historia de la liga. La temporada finalizó con Los Angeles Lakers como campeones tras ganar a Philadelphia 76ers por 4-2.

## Aspectos destacados
- La NBA adoptó de manera oficial el triple.
- Los Jazz se trasladaron de Nueva Orleans, Luisiana a Salt Lake City, Utah y cambiaron la División Central por la División Medio Oeste (siendo reemplazados por Indiana Pacers).
- El All-Star Game de la NBA de 1980 se disputó en el Capital Centre de Washington D. C., con victoria del Este sobre el Oeste por 144-136 en la prórroga. George Gervin, de San Antonio Spurs, ganó el premio al MVP del partido.
- Fue la primera temporada en la que la NBA fue retransmitida por televisión por cable. USA Network firmó un contrato de 3 años y 1.5 millones de dólares.
- Fue la temporada rookie de Magic Johnson y Larry Bird, y es considerada, por muchos, como el nacimiento de la NBA moderna.
- Darryl Dawkins destrozó dos tableros: uno de ellos en el Municipal Auditorium de Kansas City el 13 de noviembre de 1979, y un segundo tablero 23 días más tarde en el Philadelphia Spectrum. Debido a que sus mates daban lugar a retrasos hasta que se colocaba un nuevo tablero, la NBA posteriormente modificó sus aros haciéndolos plegables.

## Clasificaciones
| Equipo             | V  | D  | %V   | P  |
| ------------------ | -- | -- | ---- | -- |
| Boston Celtics     | 61 | 21 | .744 | -  |
| Philadelphia 76ers | 59 | 23 | .720 | 2  |
| Washington Bullets | 39 | 43 | .476 | 22 |
| New York Knicks    | 39 | 43 | .476 | 22 |
| New Jersey Nets    | 34 | 48 | .415 | 27 |

| Equipo              | V  | D  | %V   | P  |
| ------------------- | -- | -- | ---- | -- |
| Atlanta Hawks       | 50 | 32 | .610 | -  |
| Houston Rockets     | 41 | 41 | .500 | 9  |
| San Antonio Spurs   | 41 | 41 | .500 | 9  |
| Indiana Pacers      | 37 | 45 | .451 | 13 |
| Cleveland Cavaliers | 37 | 45 | .451 | 13 |
| Detroit Pistons     | 16 | 66 | .195 | 34 |

| Equipo            | V  | D  | %V   | P  |
| ----------------- | -- | -- | ---- | -- |
| Milwaukee Bucks   | 49 | 33 | .598 | -  |
| Kansas City Kings | 47 | 35 | .573 | 2  |
| Chicago Bulls     | 30 | 52 | .366 | 19 |
| Denver Nuggets    | 30 | 52 | .366 | 19 |
| Utah Jazz         | 24 | 58 | .293 | 25 |

| Equipo                 | V  | D  | %V   | P  |
| ---------------------- | -- | -- | ---- | -- |
| Los Angeles Lakers C   | 60 | 22 | .732 | -  |
| Seattle SuperSonics    | 56 | 26 | .683 | 4  |
| Phoenix Suns           | 55 | 27 | .671 | 5  |
| Portland Trail Blazers | 38 | 44 | .463 | 22 |
| San Diego Clippers     | 35 | 47 | .427 | 25 |
| Golden State Warriors  | 24 | 58 | .293 | 36 |

* V: Victorias
* D: Derrotas
* %V: Porcentaje de victorias
* P: Partidos de diferencia respecto a la primera posición
* C: Campeón

## Playoffs
|  | Primera ronda     | Primera ronda | Primera ronda |   |  | Semifinales de Conferencia | Semifinales de Conferencia | Semifinales de Conferencia |  |  | Finales de Conferencia | Finales de Conferencia | Finales de Conferencia |  |  | Finales NBA | Finales NBA  | Finales NBA |
|  |                   |               |               |   |  |                            |                            |                            |  |  |                        |                        |                        |  |  |             |              |             |
|  | E4                | Houston       | 2             |   |  | E1                         | Boston*                    | 4                          |  |  |                        |                        |                        |  |  |             |              |             |
|  | E4                | Houston       | 2             |   |  | E1                         | Boston*                    | 4                          |  |  |                        |                        |                        |  |  |             |              |             |
|  | E5                | San Antonio   | 1             |   |  | E4                         | Houston                    | 0                          |  |  |                        |                        |                        |  |  |             |              |             |
|  | E5                | San Antonio   | 1             |   |  | E4                         | Houston                    | 0                          |  |  |                        |                        |                        |  |  |             |              |             |
|  |                   |               |               |   |  |                            |                            |                            |  |  | E1                     | Boston*                | 1                      |  |  |             |              |             |
|  | Conferencia Este  |               |               |   |  |                            |                            |                            |  |  | E1                     | Boston*                | 1                      |  |  |             |              |             |
|  |                   | E3            | Philadelphia  | 4 |  |                            |                            |                            |  |  |                        |                        |                        |  |  |             |              |             |
|  |                   |               |               |   |  |                            |                            |                            |  |  |                        |                        |                        |  |  |             |              |             |
|  | E3                | Philadelphia  | 2             |   |  | E3                         | Philadelphia               | 4                          |  |  |                        |                        |                        |  |  |             |              |             |
|  | E3                | Philadelphia  | 2             |   |  | E3                         | Philadelphia               | 4                          |  |  |                        |                        |                        |  |  |             |              |             |
|  | E6                | Washington    | 0             |   |  | E2                         | Atlanta*                   | 1                          |  |  |                        |                        |                        |  |  |             |              |             |
|  | E6                | Washington    | 0             |   |  | E2                         | Atlanta*                   | 1                          |  |  |                        |                        |                        |  |  |             |              |             |
|  |                   |               |               |   |  |                            |                            |                            |  |  |                        |                        |                        |  |  | E3          | Philadelphia | 2           |
|  |                   |               |               |   |  |                            |                            |                            |  |  |                        |                        |                        |  |  | E3          | Philadelphia | 2           |
|  |                   | W1            | Los Angeles*  | 4 |  |                            |                            |                            |  |  |                        |                        |                        |  |  |             |              |             |
|  |                   |               |               |   |  |                            |                            |                            |  |  |                        |                        |                        |  |  |             |              |             |
|  | W4                | Phoenix       | 2             |   |  | W1                         | Los Angeles*               | 4                          |  |  |                        |                        |                        |  |  |             |              |             |
|  | W4                | Phoenix       | 2             |   |  | W1                         | Los Angeles*               | 4                          |  |  |                        |                        |                        |  |  |             |              |             |
|  | W5                | Kansas City   | 1             |   |  | W4                         | Phoenix                    | 1                          |  |  |                        |                        |                        |  |  |             |              |             |
|  | W5                | Kansas City   | 1             |   |  | W4                         | Phoenix                    | 1                          |  |  |                        |                        |                        |  |  |             |              |             |
|  |                   |               |               |   |  |                            |                            |                            |  |  | W1                     | Los Angeles*           | 4                      |  |  |             |              |             |
|  | Conferencia Oeste |               |               |   |  |                            |                            |                            |  |  | W1                     | Los Angeles*           | 4                      |  |  |             |              |             |
|  |                   | W3            | Seattle       | 1 |  |                            |                            |                            |  |  |                        |                        |                        |  |  |             |              |             |
|  |                   |               |               |   |  |                            |                            |                            |  |  |                        |                        |                        |  |  |             |              |             |
|  | W3                | Seattle       | 2             |   |  | W3                         | Seattle                    | 4                          |  |  |                        |                        |                        |  |  |             |              |             |
|  | W3                | Seattle       | 2             |   |  | W3                         | Seattle                    | 4                          |  |  |                        |                        |                        |  |  |             |              |             |
|  | W6                | Portland      | 1             |   |  | W2                         | Milwaukee*                 | 3                          |  |  |                        |                        |                        |  |  |             |              |             |
|  | W6                | Portland      | 1             |   |  | W2                         | Milwaukee*                 | 3                          |  |  |                        |                        |                        |  |  |             |              |             |

*Campeón de División

Negrita Ganador de la serie

Cursiva Equipo con ventaja de campo

## Estadísticas
| Categoría                    | Jugador                | Equipo              | Estadísticas |
| ---------------------------- | ---------------------- | ------------------- | ------------ |
| Puntos por partido           | George Gervin          | San Antonio Spurs   | 33.1         |
| Rebotes por partido          | Swen Nater             | San Diego Clippers  | 15.0         |
| Asistencias por partido      | Micheal Ray Richardson | New York Knicks     | 10.1         |
| Robos por partido            | Micheal Ray Richardson | New York Knicks     | 3.2          |
| Tapones por partido          | Kareem Abdul-Jabbar    | Los Angeles Lakers  | 3.4          |
| Porcentaje de tiros de campo | Cedric Maxwell         | Boston Celtics      | 60.9         |
| Porcentaje de tiros libres   | Rick Barry             | Houston Rockets     | 93.5         |
| Porcentaje de tiros de tres  | Fred Brown             | Seattle SuperSonics | 44.3         |

## Premios
- MVP de la Temporada
  -  Kareem Abdul-Jabbar (Los Angeles Lakers)
- Rookie del Año
  -  Larry Bird (Boston Celtics)
- Entrenador del Año
  -  Bill Fitch (Boston Celtics)

| - Mejor Quinteto de la Temporada - Paul Westphal, Phoenix Suns - George Gervin, San Antonio Spurs - Julius Erving, Philadelphia 76ers - Larry Bird, Boston Celtics - Kareem Abdul-Jabbar, Los Angeles Lakers | - 2.º Mejor Quinteto de la Temporada - Dan Roundfield, Atlanta Hawks - Marques Johnson, Milwaukee Bucks - Moses Malone, Houston Rockets - Dennis Johnson, Seattle SuperSonics - Gus Williams, Seattle SuperSonics |

| - Mejor Quinteto Defensivo - Bobby Jones, Philadelphia 76ers - Dan Roundfield, Atlanta Hawks - Kareem Abdul-Jabbar, Los Angeles Lakers - Dennis Johnson, Seattle SuperSonics - Don Buse, Phoenix Suns (empate) - Micheal Ray Richardson, New York Knicks (empate) | - 2.º Mejor Quinteto Defensivo - Scott Wedman, Kansas City Kings - Kermit Washington, Portland Trail Blazers - Dave Cowens, Boston Celtics - Quinn Buckner, Milwaukee Bucks - Eddie Johnson, Atlanta Hawks |

- Mejor Quinteto de Rookies
  - Larry Bird, Boston Celtics
  - Magic Johnson, Los Angeles Lakers
  - Bill Cartwright, New York Knicks
  - David Greenwood, Chicago Bulls
  - Calvin Natt, Portland Trail Blazers

| Semana         | Jugador                                        |
| -------------- | ---------------------------------------------- |
| Oct 12 – 21    | Julius Erving (Philadelphia 76ers) (1/1)       |
| Oct 22 – 28    | Micheal Ray Richardson (New York Knicks) (1/1) |
| Oct 29 – Nov 4 | Marques Johnson (Milwaukee Bucks) (1/1)        |
| Nov 5 – 11     | Magic Johnson (Los Angeles Lakers) (1/2)       |
| Nov 12 – 18    | Phil Ford (Kansas City Kings) (1/1)            |
| Nov 19 – 25    | Walter Davis (Phoenix Suns) (1/1)              |
| Nov 26 – Dic 2 | Adrian Dantley (Utah Jazz) (1/1)               |
| Dic 3 – 9      | Kareem Abdul-Jabbar (Los Angeles Lakers) (1/2) |
| Dic 10 – 16    | Dan Roundfield (Atlanta Hawks) (1/1)           |
| Dic 17 – 23    | Swen Nater (San Diego Clippers) (1/1)          |
| Dic 24 – 30    | Mike Mitchell (Cleveland Cavaliers) (1/1)      |
| Dic 31 – Ene 6 | Scott Wedman (Kansas City Kings) (1/1)         |
| Ene 7 – 13     | Greg Ballard (Washington Bullets) (1/1)        |
| Ene 14 – 20    | Dennis Johnson (Seattle SuperSonics) (1/1)     |
| Ene 21 – 27    | George Gervin (San Antonio Spurs) (1/1)        |
| Feb 4 – 10     | Rick Barry (Houston Rockets) (1/1)             |
| Feb 11 – 17    | Kareem Abdul-Jabbar (Los Angeles Lakers) (2/2) |
| Feb 18 – 24    | Calvin Natt (New Jersey Nets) (1/1)            |
| Feb 25 – Mar 3 | Larry Bird (Boston Celtics) (1/1)              |
| Mar 4 – 10     | Cliff Robinson (New Jersey Nets) (1/1)         |
| Mar 11 – 17    | Magic Johnson (Los Angeles Lakers) (2/2)       |
| Mar 18 – 24    | Billy Ray Bates (Portland Trail Blazers) (1/1) |
| Mar 25 – 31    | Kevin Grevey (Washington Bullets) (1/1)        |

| Mes       | Jugador                                        |
| --------- | ---------------------------------------------- |
| Noviembre | Moses Malone (Houston Rockets) (1/1)           |
| Diciembre | Kareem Abdul-Jabbar (Los Angeles Lakers) (1/1) |
| Enero     | George Gervin (San Antonio Spurs) (1/1)        |
| Febrero   | Larry Bird (Boston Celtics) (1/1)              |
| Marzo     | Julius Erving (Philadelphia 76ers) (1/1)       |